# St. Sixtus (Reutlingendorf)

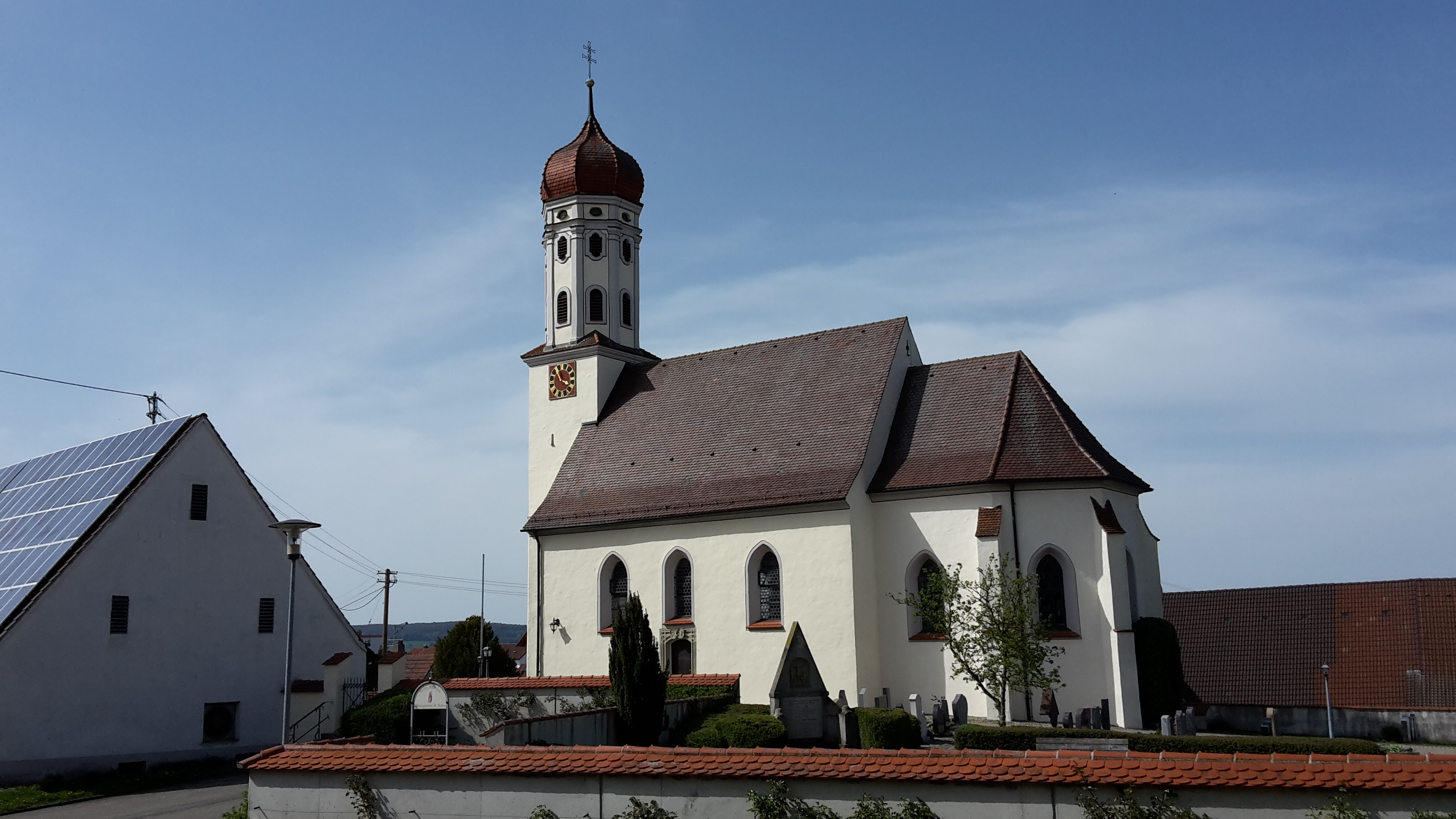
St. Sixtus in Reutlingendorf

Die römisch-katholische Pfarrkirche St. Sixtus steht in Reutlingendorf, einem Ortsteil der Gemeinde Obermarchtal im Alb-Donau-Kreis in Baden-Württemberg. Die Kirchengemeinde gehört zum Dekanat Ehingen-Ulm der Diözese Rottenburg-Stuttgart. Das Bauwerk ist beim Landesamt für Denkmalpflege Baden-Württemberg als Baudenkmal eingetragen.

## Beschreibung
Die spätgotische Saalkirche aus dem Jahr 1603 besteht aus einem Langhaus, einem eingezogenen, dreiseitig geschlossenen, von Strebepfeilern gestützter Chor im Osten mit der Sakristei an seiner Nordwand und dem Fassadenturm im Westen. Sein oberstes quadratisches Geschoss beherbergt die Turmuhr, das aufgestockte achteckige oberhalb des Dachfirstes des Langhauses den Glockenstuhl. Darauf sitzt eine Zwiebelhaube. Über der Kirchentür ist am Gewände das Wappen des Obermarchtaler Abtes Jakob Hess (gest. 28. Mai 1614) angebracht.
Der Innenraum des Chors ist mit einem Sterngewölbe überspannt. Zur Kirchenausstattung gehören eine um 1760 entstandene Pietà und ein Taufbecken von 1603 mit dem Wappen des Klosters Obermarchtal.